# Substitution
Substitution is een nummer van de Duitse DJ en platenproducer Purple Disco Machine en van de Franse DJ en platenproducer Kungs met de Engelse zanger Julian Perretta. Het nummer werd uitgebracht op 30 maart 2023 door Columbia, Sony Music Duitsland, GmbH/Val, Def Jam en Universal Music France. Het nummer samplet Big in Japan van Alphaville.
Substitution leverde Purple Disco Machine en Kungs een (radio)hit op in diverse Europese landen. Het nummer bereikte bescheiden posities in de thuislanden van de DJ's: met een 23e positie in Duitsland, en een 49e positie in Frankrijk. In de Nederlandse Top 40 bereikte de plaat de 16e positie, en in de Vlaamse Ultratop 50 de 2de positie.